# Polycyrtus similis
Polycyrtus similis är en stekelart som beskrevs av Szepligeti 1916. Polycyrtus similis ingår i släktet Polycyrtus och familjen brokparasitsteklar. Inga underarter finns listade i Catalogue of Life.